# Pardosa knappi
Pardosa knappi là một loài nhện trong họ Lycosidae.
Loài này thuộc chi Pardosa. Pardosa knappi được Charles Denton Dondale miêu tả năm 2007.